# Sarmaty Orenburg
Sarmaty Orenburg (ros. Сарматы Оренбург) – rosyjski klub hokeja na lodzie z siedzibą w Orenburgu.

## Historia
Do sezonu 2014/2015 w rozgrywkach juniorskich MHL występowała drużyna Biełyje Tigry Orenburg, po czym klub został przeniesiony do Królewca. W 2015 powstał nowy twór, Sarmaty Orenburg, który został stowarzyszony z klubem Jużnyj Urał Orsk z rozgrywek WHL. Nazwa odwołuje się do ludu sarmatów. Drużyna podjęła występy w MHL od edycji 2015/2016. Po sezonie 2022/2023 działacze klubu wycofały zespół z ligi.

## Szkoleniowcy
- Dmitrij Stułow (2015-2017)[10][11]
- Oleg Sawczuk (2017-2018)[12]
- Artur Oktiabriow (2018-2019)[13]
- Władimir Gromilin (2019-2021)[14][15][16]
- Roman Muzyczko (2022-2023)[17]